# 森下聖二
森下 聖二(もりした せいじ、1964年11月5日 - )は、日本の元サッカー選手、指導者。広島県豊田郡大崎上島町出身。
元アンジュヴィオレ広島監督。

## 来歴
県立大崎高校（現広島県立大崎海星高等学校）、国士舘大学卒業。大学時代はサッカー部に所属した。
大学を卒業後、フジタに入社し、広島フジタSCに所属する。小滝勇一監督のもと沖野等らとプレーした。
一方で1988年からフジタサッカースクール広島校（フジタSSS）の指導者としても活躍、ジュニアユース監督など各年代指導者を歴任した。
1997年、日本女子サッカーリーグ（当時L・リーグ）所属のフジタSCマーキュリーに転身し、結城治男監督のもとコーチとして活躍した。1998年途中から監督に昇格したが、チームは同年度を持ってリーグ撤退している。
1999年、学校法人大原学園が運営する大原スポーツ公務員専門学校講師に就任し同校サッカー部監督に就任した。一方で同校内での女子サッカーチーム立ち上げに参加し、2000年に大原学園JaSRA女子サッカークラブ（現AC長野パルセイロ・レディース）が創部し同チーム総監督に就任した。地域リーグからはじめ、3年後の2003年にはLリーグ昇格に貢献している。
2011年末～2013年12月、地元広島で立ち上がった女子サッカーチームのアンジュヴィオレ広島監督を務めた。
JFA公認A級コーチ、47FAインストラクター、キッズインストラクターの各サッカー指導者ライセンス保持者。

## 参考資料
- “地域密着と強化、両輪 アンジュヴィオレ広島・森下監督に聞く”.   中国新聞 (2011年11月30日). 2011年11月30日閲覧。